# Eugénie Segond-Weber

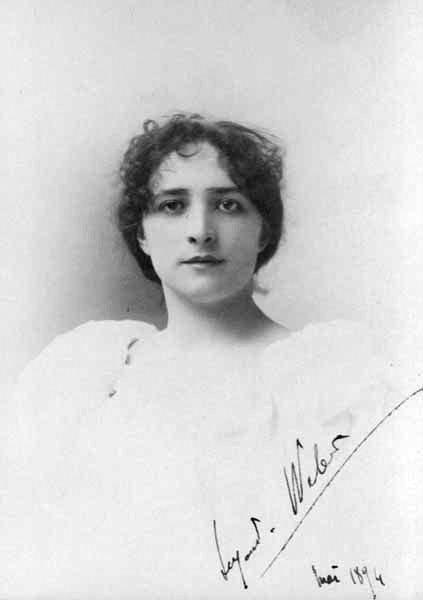
Eugénie Segond-Weber, Aufnahme von Napoleon Sarony

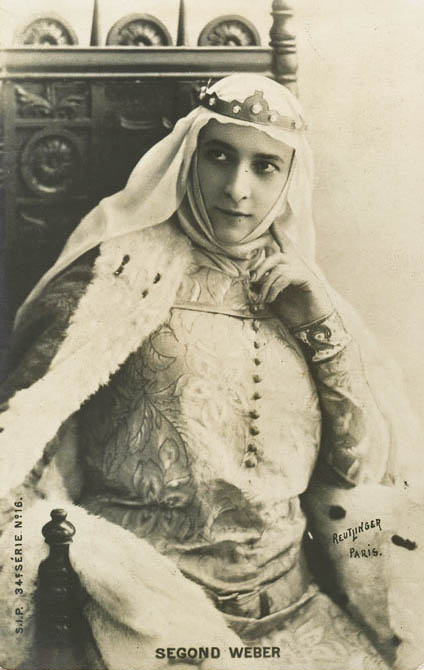
Eugénie Segond-Weber, Aufnahme von Léopold-Émile Reutlinger

Eugénie Segond-Weber (* 6. Februar 1867 in Paris; † 14. Juni 1945) war eine französische Schauspielerin.

## Leben
Caroline-Eugénie Weber wurde als Tochter von Charles Weber geboren, der während der Kommune ein Bataillon leitete und Sekretär von Édouard Lockroy war. Charles Weber starb bereits 1871. Eugénie Weber besuchte ab 1883 das Konservatorium und hatte 1885 ihr erstes Engagement am Odeon. Ab dem 1. Juni 1887 war sie Mitglied der Comédie-Française. Bis 1944 war sie als Schauspielerin tätig. Sie war die Mutter des Malers Pierre Segond-Weber (* 1886).
1891 spielte Segond-Weber in Jeanne d’Arc, 1900 in Le Cid.
Um 1903 war sie als Antigone und als Medea in der Comédie-Française zu sehen.

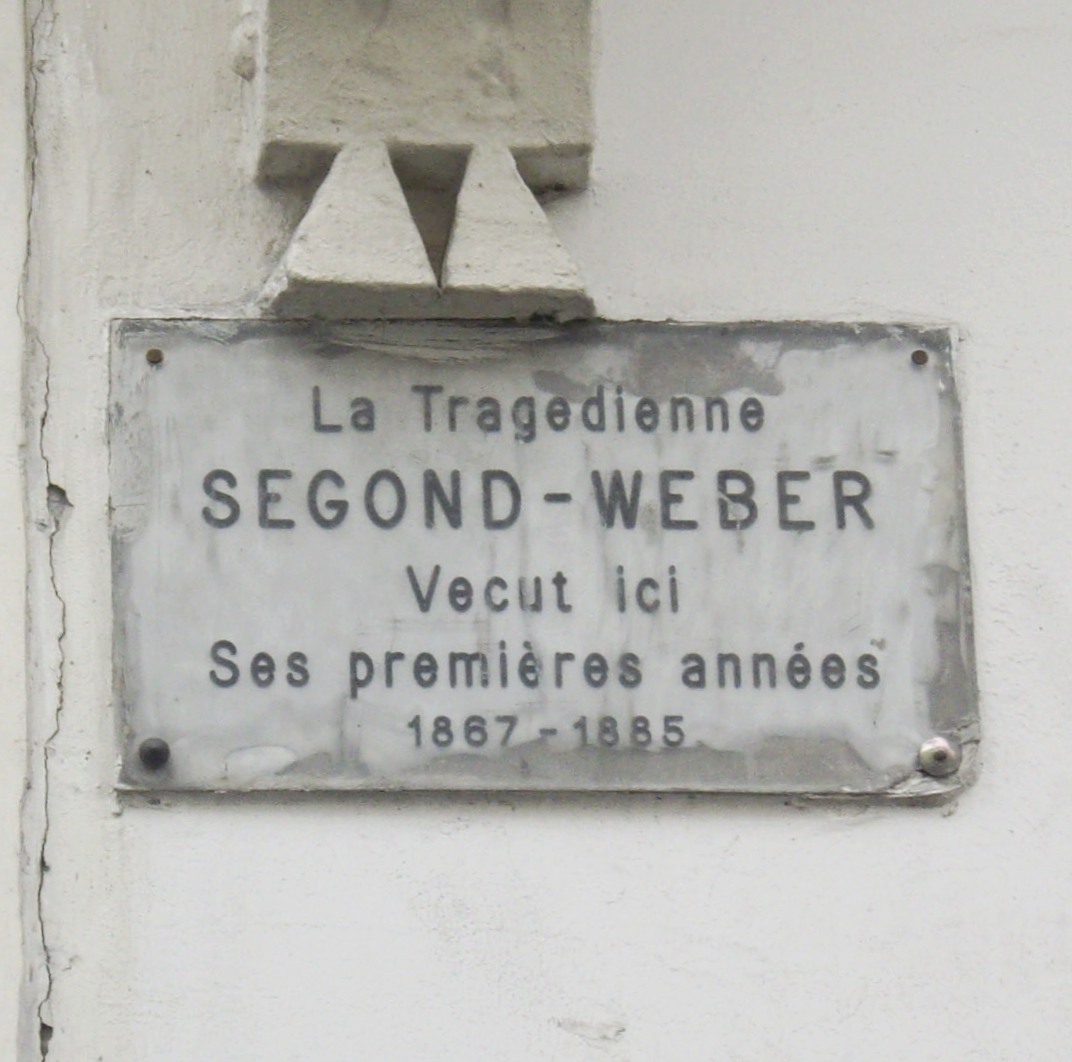
Erinnerungstafel in der rue de la Roquette, wo Segond-Weber aufwuchs

Eugénie Segond-Webers Grab befindet sich auf dem Friedhof Père-Lachaise.

## Bildnisse und Nachwirkung
Eugénie Segond-Weber war das Motiv diverser Sammel- und Reklamebilder. Bekannte Fotografen wie Napoleon Sarony, Léopold-Émile Reutlinger und Nadar porträtierten sie; Leonetto Cappiello veröffentlichte 1904 das Werk Les Contemporains Celèbres, eine Karikaturensammlung, in der auch „Mme. Segond-Weber“ eine Lithographie gewidmet war. Nach Segond-Weber ist eine Rose benannt.